# Brigittenau
Brigittenau ([bʀiˌɡɪtəˈnaʊ̯]ⓘ) – dwudziesta dzielnica Wiednia. Leży na wyspie pomiędzy Dunajem a Kanałem Dunajskim.